# مهرجان السيباط الأول - جنين
هو مهرجان تراثي ثقافي سياحي تم بإشراف من قبل محافظة جنين و وزارة السياحة والآثار الفلسطينية، يهدف المهرجان إلى إعادة إحياء التراث في سوق مدينة جنين القديم (سوق السيباط) وهو أقدم سوق بمدينة جنين؛ وهو سوق أثري تم بناؤه أثناء الحقبة العثمانية في فلسطين، ويقع في مدينة جنين القديمة، وله 5 منافذ.
حيث  سيساهم المهرجان في رفع مستوى الثقافة بكافة مركباتها وتشجيع المشاريع الريادية والمنتجات الوطنية.

بوستر مهرجان السيباط الأول

## تاريخ المهرجان
استمر المهرجان لمدة ثلاث أيام متتالية منذ 18-04-2015 حتى 20-04-2015 .

جانب من المهرجان

## مكان المهرجان
تم عقد المهرجان في مدينة جنين في فلسطين ، في قلب السوق التجاري القديم لمدينة جنين ، في قلب البلدة القديمة لمدينة جنين داخل السوق التجاري القديم واللذي يعرف محليا ً باسم السيباط. 
وهو سوق أثري تم بناؤه أثناء الحقبة العثمانية في فلسطين. والسيباط كلمة عربية معناها بناء كبير مسقوف له طريقان للدخول و للخروج. يقع سوق السيباط في مدينة جنين بين حارتي البلدة القديمة في جنين، وله خمسة منافذ. ويقع مدخله الرئيسي تحت مقر مكتبة بلدية جنين، التي كانت في السابق مقر بلدية جنين.

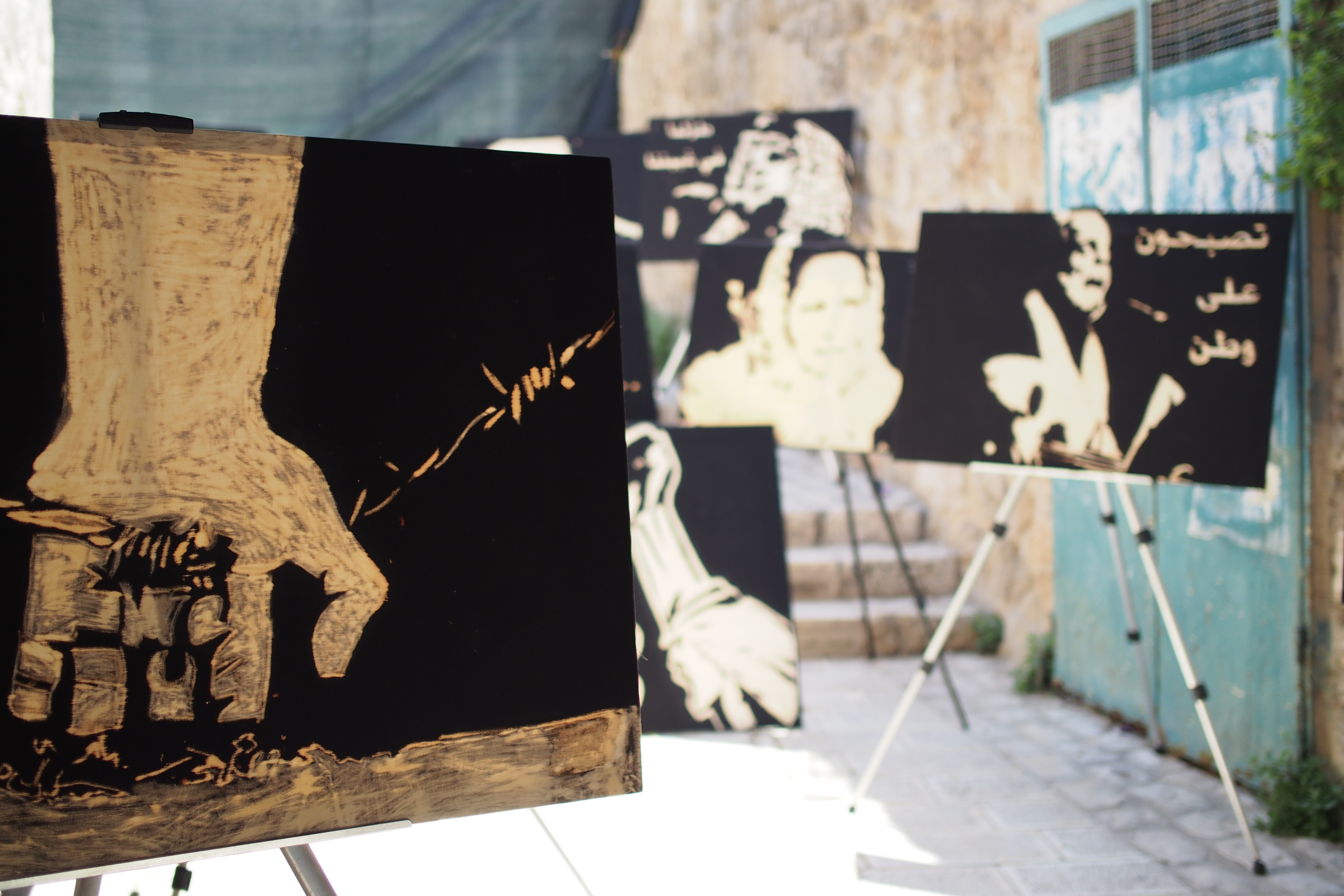
جانب من اللوحات الفنية المعروضة بالمهرجان

جانب من المنتجات المعروضة بالمهرجان

## فعاليات المهرجان
اشتمل المهرجان على فعاليات متنوعة وعلى كافة الأصعدة الثقافية والسياحية والصناعية و التاريخية حيث كانت فعاليته مقسمة كالتالي :
-	أنشطة ثقافية: عروض شوارع و عروض فنية غنائية وفلكلورية ملتزمة وندوات توعوية ، ورش عمل ومسرحيات هادفة، معارض كتب ، ورش للقراءة والكتابة الإبداعية، عروض سينمائية وافلام شبابية، عروض للاطفال ترفيهية وتعليمية ، معارض رسم وفن تشكيلي واستخراج الوان طبيعية ، معارض صور فوتوغرافية وحكايات تاريخية.
-	أنشطة تراثية : أشغال ومطرزات وخرز، مأكولات شعبية ، عروض فلكلورية، أعمال حرفية ، الحفر على الخشب ، رسم على الزجاج، التصنيع الغذائي المنزلي،معارض تراثية و صناعة القش والفخار.
-	أنشطة اقتصادية: معارض صناعات وطنية و معارض شركات وطنية.
-	أنشطة سياحية : تنظيم مسارات سياحية متنوعة ( تاريخية، ترفيهية، زراعية ، بيئية، سياسية ، دينية ...الخ)
-	فعاليات أسبوع القراءة الوطني.
-	معارض الحوش الدولي للدول الصديقة والشقيقة تبرز علاقات التعاون والتبادل الحضاري والاقتصادي ما بين دولة فلسطين وهذه الدول.